# Great Western Steamship Company

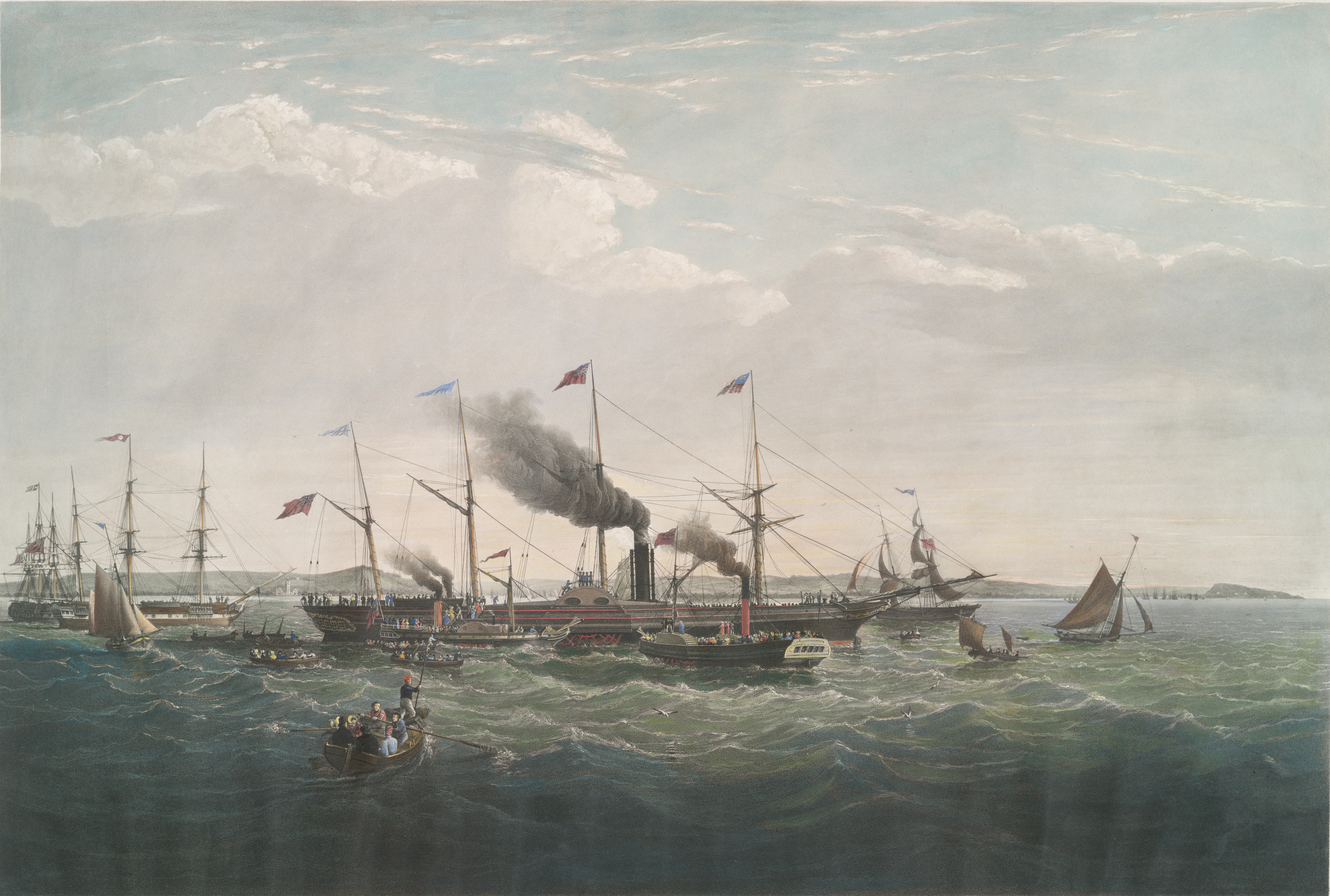
«Грейт Вестерн» в первом плавании

Большая Западная пароходная компания (англ. Great Western Steam Ship Company) существовала с 1838 по 1846 годы и осуществляла первые регулярные трансатлантические перевозки при помощи пароходов. Она была родственным проектом Большой Западной железной дороги. Предполагалось, что компания займёт то место, которое впоследствии заняла Кунард. Первый пароход компании «Грейт Вестерн» получал приз «Голубая лента Атлантики» до 1843 года и послужил образцом для кунардовской  «Британии» и трёх её систершипов.  Второй пароход компании «Грейт Бритн» был выдающимся техническим достижением своей эпохи. Компания не сумела получить контракт на перевозку почты, а «Грейт Бритн» после непредвиденных задержек в постройке и удорожания сел на мель, обанкротив её. Может быть, этого удалось бы избежать, если бы решили строить систершипы «Грейт Вестерна», а не рисковали инвестициями в выдающийся проект «Грейт Бритн».

## История
К 1830-м годам в качестве главного трансатлантического порта Ливерпуль стал опережать Бристоль. В 1833 году для строительства линии Лондон—Бристоль образовалась Большая Западная железная дорога, главным инженером которой стал Изамбард Кингдом Брюнель. На совещании директоров в 1835 году обсуждался вопрос о недостаточной длине дороги, по поводу чего, говорят, Брюнель пошутил, что линию можно было бы продлить, построив пароход, курсирующий между Бристолем и Нью-Йорком. Друг Брюнеля бристольский инженер и предприниматель Томас Гуппи нашёл инвесторов, и на следующий год была учреждена «Большая Западная пароходная компания», хотя даже железнодорожная линия не была ещё построена.
Постройка парохода «Грейт Вестерн» по проекту Брюнеля началась в июне 1836 года на верфи William Patterson Shipbuilders. Вместимость судна в целых 1350 брутто-регистровых тонн вызвала возражение со стороны учёного Дионисия Ларднера, который сделал доклад Британской ассоциации по содействию науке, в котором заключил, что крупнейший рентабельный для трансатлантических плаваний корабль не может быть больше 800 БРТ. Брюнель возразил, что крупные суда пользуются эффектом удешевления на масштабе и оказался в конце концов прав, но аргументы Ларднера отпугнули часть инвесторов и акции не достигли лимита подписки.
«Грейт Вестерн» был спущен на воду в июле 1837 года и был готов к плаванию в апреле следующего года. Британско-американская пароходная компания также планировала открыть регулярное трансатлантическое сообщение, но её пароход «Британская королева» ещё не был достроен. Тогда компания зафрахтовала на два рейса у St. George Steam Packet Company обычно ходивший в Ирландском море 700-тонный пароход «Сириус». Хотя «Сириус» вышел из Корка в Ирландии на четыре дня раньше, чем «Грейт Вестерн» из устья Эйвона (дальше от Америки), «Сириус»  опередил соперника менее, чем на сутки, да и то пришлось сжечь рангоут, когда вышел уголь. Британско-американская компания начала регулярные рейсы только на следующий год, поэтому Большая Западная считается первой компанией, установившей регулярное сообщение через Атлантику при помощи пароходов.
«Грейт Вестерн» очевидно превосходил «Британскую королеву» и стал образцом для всех последующих деревянных колёсных трансатлантических лайнеров. В 1838–1840 годах он в среднем затрачивал ровно 16 суток на путь в Америку (средняя скорость 7,95 узла) и 13 суток 9 часов (средняя скорость 9,55 узла) на обратный. В 1838 году компания в единственный раз выплатила дивиденды (9%), потому что далее все доходы уходили на постройку второго судна.

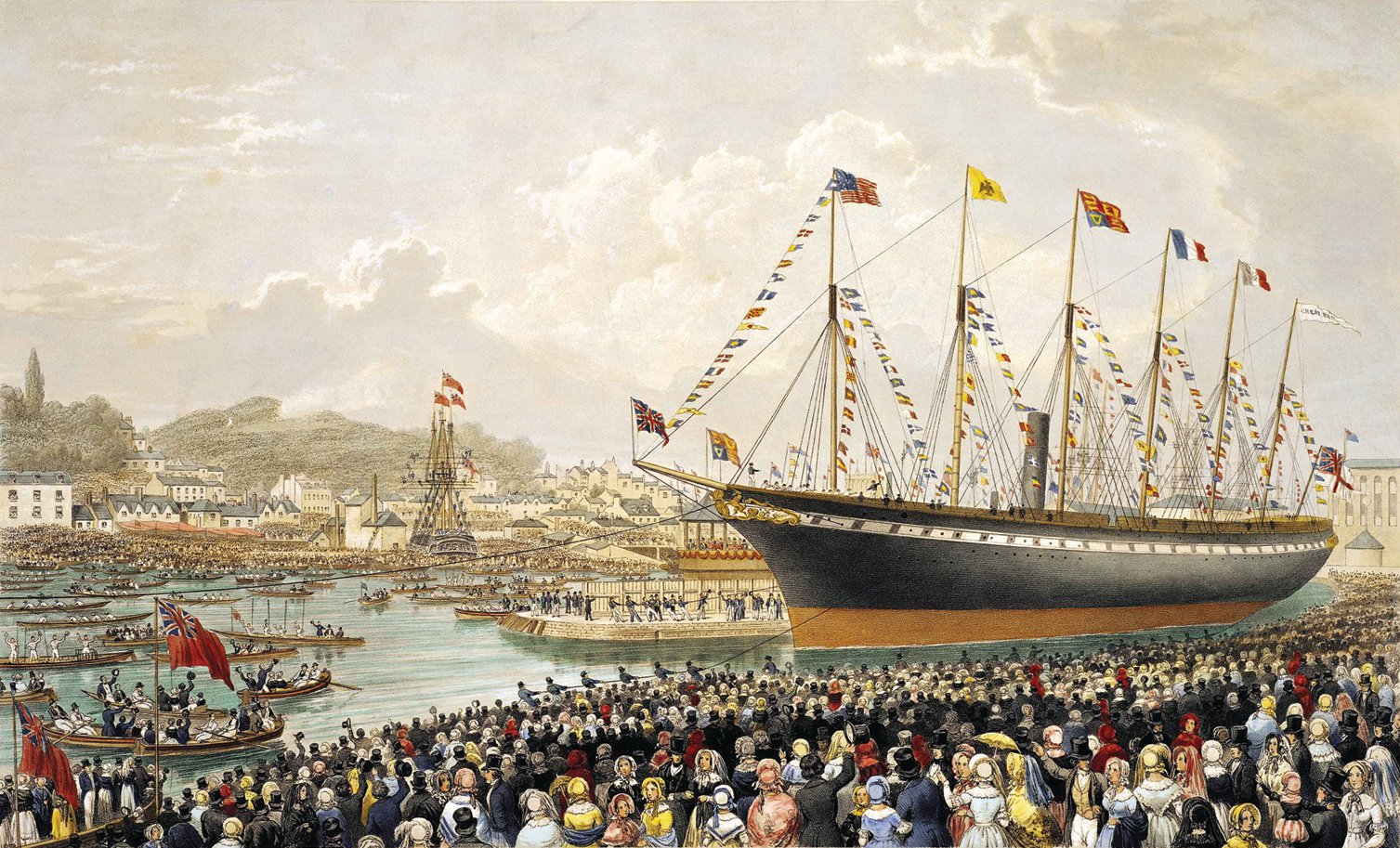
Спуск на воду «Грейт Бритн» (1843)

В 1839 году уже были закуплены все материалы для постройки второго лайнера (под предварительным названием «Город Нью-Йорк», англ. City of New York), но Брюнель убедил директоров построить невиданное судно: огромный железный пароход. Постройка «Грейт Бритн» катастрофически затянулась и поглощала все деньги, так что шесть лет «Грейт Вестерн» работал на линии один.
Ещё более сильным ударом стало решение британского правительства отдать контракт на перевозку почты Кунарду. За три года до этого комиссия в Парламенте решила прекратить использование маленьких пароходов в распоряжении государственной почтовой службы и заключать контракты с частными компаниями посредством Адмиралтейства. «Контролёром паровой техники и почтового сообщения» (англ. Comptroller of Steam Machinery and Packet Service) в апреле 1837 года был назначен знаменитый полярный исследователь адмирал сэр  Уильям Эдвард Парри. Палата собрания Новой Шотландии под предводительством молодого и энергичного Джозефа Хау пролоббировала пароходную линию в Галифакс. Вдобавок идут восстания 1837-го года, и Лондону сообщение с Галифаксом важно с военной точки зрения.
В ноябре того же года Парри объявил аукцион на североатлантическую почтовую службу в направлении Галифакса. Большая Западная компания предложила за 45 000 фунтов начать ежемесячные рейсы Бристоль—Галифакс—Нью-Йорк через полтора или два года. St. George Steam Packet Company за ту же сумму предложила ежемесячные рейсы Корк—Галифакс, в том числе на «Сириусе», и за 65 000 фунтов ежемесячные Корк—Галифакс—Нью-Йорк. Дирекция Большой Западной была уверена в победе, потому что их первый пароход уже показал отличные результаты, но Адмиралтейство отвергло оба предложения, потому что они могли начать рейсы недостаточно скоро. Вдобавок, за критические замечания по поводу пароходных планов флота Её Величества, высказанные на совещании в 1837 году, в Адмиралтействе попал в немилость Гуппи.
Кунард был в Галифаксе и узнал об аукционе слишком поздно, но, вернувшись в Лондон, начал переговоры со старым другом Парри, с которым он познакомился в Галифаксе за двадцать лет до того и предложил рейсы раз в две недели с мая 1840 года. На тот момент у Кунарда не было ни одного парохода, но он был дольщиком в SS Royal William и владел угольными шахтами в Новой Шотландии. За его спиной стоял и поставщик паровых машин для королевского флота шотландский инженер Роберт Нэпир, который только что разругался с Юниусом Смитом из Британско-Американской компании. Также Кунарда поддерживали политические лидеры Новой Шотландии, в частности, уже упомянутый Хау, ровно в тот момент, когда Лондон был заинтересован в том, чтобы поддержать свою популярность в североамериканских колониях после восстаний. В мае 1839 года Парри принял предложение Кунарда, несмотря на громкие протесты директоров Большой Западной. Жалобу рассмотрел Парламент, который поддержал Адмиралтейство и Парри.
У Большой Западной были неприятности и в родном порту. «Грейт Вестерн» из-за своих размеров мог стоять только посреди реки, а порт отказывался углубить для него пристань, да и вообще брал с компании вдвое больше, чем взяли бы в Ливерпуле — тем хуже для Бристоля, тем лучше для его конкурентов. После того, как рухнула Британско-американская компания, Большая Западная решила чередовать отправления из Бристоля и из Ливерпуля, пока не отказалась от Бристоля совсем в 1843 году. Несмотря на конкурента в виде двухнедельных рейсов Кунарда компания оставалась прибыльной: в 1843 году доходы составили 33 400 фунтов при операционных расходах расходах в 25 600. Но тяжёлым грузом на ней лежала постройка «Грейт Бритн», обошедшаяся в конце концов в 117 295 фунтов.
«Грейт Бритн» был с помпой спущен на воду в 1843 году. Он был втрое больше кунардовских пароходов типа «Британия». В 1845 году «Грейт Бритн» вошёл в строй и поднял прибыли своих владельцев, установив рекорд: 14 суток 21 час (9,3 узла) в западном направлении и на сутки меньше в обратном. 23 сентября 1846 года в результате навигационной ошибки «Грейт Бритн»  сел на мель. Считалось, что зимы ему не пережить, и дирекция компании приостановила рейсы «Грейт Вестерна» и вышла из дела. Право собственности (точнее, право спасти) на «Грейт Бритн» было продано за малую долю его стоимости. В итоге судно было спасено и прослужило разным владельцам в разном качестве до 1937 года.

## Флот
| Название      | Спущен | Прослужил в компании | Тип                 | Валовая вместимость (БРТ) | Примечания                                                                                |
| ------------- | ------ | -------------------- | ------------------- | ------------------------- | ----------------------------------------------------------------------------------------- |
| Грейт Вестерн | 1837   | 1838–1846            | Деревянный колёсный | 1,350                     | Имел «Голубую ленту», в 1847 году продан Royal Mail Steam Packet Company, сломан в 1856-м |
| Грейт Бритн   | 1843   | 1845–1846            | Железный винтовой   | 3,450                     | Продан в 1850 году, ходил в Австралию. Музеефицирован в Бристоле                          |